# Angiopomopsis
Angiopomopsis är ett släkte av svampar. Angiopomopsis ingår i divisionen sporsäcksvampar och riket svampar.